# سفارت ایالات متحده آمریکا در جاکارتا
سفارت ایالات متحده آمریکا در جاکارتا (به لاتین: Embassy of the United States) یک منطقهٔ مسکونی و نمایندگی سیاسی ایالات متحده آمریکا در اندونزی است که در جاکارتا واقع شده‌است.